# Ann Henricksson
Ann Henricksson (Stati Uniti d'America, 31 ottobre 1959) è un'ex tennista statunitense.

## Carriera
Ottiene migliori risultati sulle superfici veloci, riesce infatti a raggiungere il quarto turno a Wimbledon 1990 dove Monica Seles le concede un solo game.
In doppio riesce a conquistare tre titoli e salire fino alla trentaseiesima posizione mondiale nel febbraio 1985.

## Statistiche

### Doppio

#### Vittorie (3)
| Grande Slam       |
| WTA Championships |
| Tier I            |
| Tier II           |
| Tier III          |
| Tier IV & V (3)   |

| No. | Data            | Torneo                        | Superficie | Compagna              | Avversarie in finale               | Punteggio     |
| 1.  | 11 gennaio 1988 | New South Wales Open, Sydney  | Erba       | Christiane Jolissaint | Claudia Kohde Kilsch Helena Suková | 7-6, 4-6, 6-3 |
| 2.  | 24 aprile 1988  | Taiwan Open, Taipei           | Cemento    | Patty Fendick         | Belinda Cordwell Julie Richardson  | 6-2, 2-6, 6-2 |
| 3.  | 25 luglio 1988  | Schenectady Open, Schenectady | Cemento    | Julie Richardson      | Lea Antonoplis Cammy MacGregor     | 6-3, 3-6, 7-5 |